# Оборский, Миколай
Миколай Станислав Оборский (пол. Mikołaj Stanisław Oborski; 1576, Мазовия — 12 октября 1646, Краков) — церковный деятель Речи Посполитой, священник, иезуит, ректор Львовской иезуитской коллегии (1635—1638), прокуратор в деле канонизации Станислава Костки.

## Биография
Обучался богословию в Пултуске, Оломоуце и Риме, где в октябре 1602 года вступил в Орден иезуитов.
Вернувшись на родину был рукоположен в июне 1607 года в Познани. Руководил несколькими иезуитскими коллегиями. Ректор в Кракове (1614—1616) и Люблине (1616—1619).
В Кракове установил в костёле алтарь св. Николая, в Люблине, благодаря его стараниям, построен фасад костёла св. Иоанна (ныне собор). Префект бурсы Карнковского в Калише (1621—1624), в 1621 году от имени Святого Престола занимался сбором информации о видениях Богоматери и чудесах св. Станислава Костки, что должно было служить подтверждением покровительства Станислава Костки в Хотинской битве (1621) войскам Речи Посполитой против османов и ускорить его канонизацию.
В 1624—1627 года служил ректором иезуитской коллегии в Гданьске. Прокуратор дела канонизации Станислава Костки в Кракове (1627—1635), организовал информационные процессы и распространял информацию о личности кандидата к канонизации.
Ректор Львовской коллегии (1635—1638) и префект её строительства (1638—1639) во Львове, занимался украшением Костёла иезуитов во Львове (ныне Гарнизонный храм св. апостолов Петра и Павла).

## Избранные сочинения
- «Aquila grandis Martinus Oborski, Palatinus Podlachiae» (Варшава 1603),
- «Relacja albo krótkie opisanie cudów niektórych błogosławionego Stanisława Kostki» (Краков, 1603),
- «Wypis z procesu kanonizacji św. Stanisława Kostki».